# Siewisch
Siewisch, niedersorbisch Źiwize, ist ein Ortsteil der Stadt Drebkau im Landkreis Spree-Neiße in Brandenburg. Bis zur Eingemeindung am 31. Dezember 2001 war Siewisch eine eigenständige Gemeinde. Der Ort zählt zum amtlichen Siedlungsgebiet der Sorben/Wenden.

## Lage
Siewisch liegt in der Niederlausitz. Benachbarte Orte sind der Gemeindeteil Koschendorf im Norden, Leuthen im Nordosten, Laubst im Südosten, die Stadt Drebkau im Süden, Radensdorf im Südwesten, Casel im Westen sowie Illmersdorf im Nordwesten.
Durch Siewisch verlaufen die Kreisstraßen 7126 und 7127. Knapp zwei Kilometer südlich des Ortes verläuft die Landesstraße 52 von Drebkau nach Calau, östlich von Siewisch verläuft die Bundesstraße 169 von Senftenberg nach Cottbus.

## Geschichte
Siewisch wurde im Jahr 1350 unter dem Namen Sywiß erstmals urkundlich erwähnt. 1527 wurde der Ort als Dschiwis bezeichnet. Über den Ortsnamen gibt es verschiedene Deutungsmöglichkeiten. Dieser stammt aus dem Sorbischen und ist entweder zurückzuführen auf das Wort źiwy für wild oder geht auf den Personennamen Diwisch zurück.
Das Herrenhaus Siewisch, welches sich in Besitz der Familie von Köckritz befand, brannte im Jahr 1945 ab. Zu dem Schloss gehörten ein Gutshof und ein Schlosspark.
Bis ins 19. Jahrhundert war Siewisch ein überwiegend sorbischsprachiges Dorf. Für seine Statistik über die sorbische Bevölkerung in der Lausitz ermittelte Arnošt Muka in den achtziger Jahren des 19. Jahrhunderts eine Einwohnerzahl von 225, davon waren 150 Einwohner Sorben (67 %) und 75 Deutsche. Danach ging der Anteil an Sorbisch sprechenden Einwohnern stark zurück. Ernst Tschernik zählte im Jahr 1956 einen sorbischsprachigen Bevölkerungsanteil von nur noch 1,2 %.
Im April 1945, während des Zweiten Weltkriegs, wurde Siewisch von russischen Tieffliegern beschossen.
Nach dem Wiener Kongress kam die gesamte Niederlausitz, und somit auch der Ort Siewisch, an das Königreich Preußen. Bis 1952 lag Siewisch im Landkreis Calau (ab 1950 Landkreis Senftenberg). Am 1. Juli 1950 wurde die bis dahin selbstständige Gemeinde Koschendorf nach Siewisch eingegliedert. Am 25. Juli 1952 wurde Siewisch dem neu gebildeten Kreis Cottbus-Land im Bezirk Cottbus zugeteilt und lag nach der Wende im Landkreis Cottbus in Brandenburg. Am 16. Juli 1992 bildete Siewisch zusammen mit sieben weiteren Gemeinden und der Stadt Drebkau das Amt Drebkau/Niederlausitz. Nach der Kreisreform in Brandenburg am 6. Dezember 1993 kam Siewisch zum neu gebildeten Landkreis Spree-Neiße. Am 31. Dezember 2001 wurde Siewisch nach Drebkau eingemeindet.

## Bevölkerungsentwicklung
| 1875 | 251 | 1939 | 165 | 1981 | 238 |
| 1890 | 246 | 1946 | 218 | 1985 | 193 |
| 1910 | 256 | 1950 | 434 | 1989 | 180 |
| 1925 | 213 | 1964 | 369 | 1995 | 191 |
| 1933 | 181 | 1971 | 326 | 2000 | 267 |

## Nachweise
1. ↑  Gemeinde- und Ortsteilverzeichnis des Landes Brandenburg. Landesvermessung und Geobasisinformation Brandenburg (LGB), abgerufen am 21. Oktober 2020.
2. 1 2  Siewisch in der Heimatsammlung Drebkau. In: heimatsammlung-drebkau.de. Abgerufen am 1. April 2017.
3. ↑  Reinhard E. Fischer: Die Ortsnamen der Länder Brandenburg und Berlin: Alter - Herkunft - Bedeutung. be.bra Wissenschaft, 2005, S. 159.
4. ↑  Schlösser im Land Brandenburg - Vergessene Kostbarkeiten?! In: brandenburg.rz.htw-berlin.de. Archiviert vom Original (nicht mehr online verfügbar) am 28. Juni 2012; abgerufen am 1. April 2017.  Info: Der Archivlink wurde automatisch eingesetzt und noch nicht geprüft. Bitte prüfe Original- und Archivlink gemäß Anleitung und entferne dann diesen Hinweis.
5. ↑  Ernst Tschernik: Die Entwicklung der sorbischen Bevölkerung. Akademie-Verlag, Berlin 1954.
6. ↑  Ludwig Elle: Sprachenpolitik in der Lausitz. Domowina-Verlag, Bautzen 1995.
7. ↑  Mit dem Bauernbrot unterm Arm von Tieffliegern gejagt. In: lr-online.de. Lausitzer Rundschau, 22. April 2015, archiviert vom Original (nicht mehr online verfügbar) am 3. April 2017; abgerufen am 1. April 2017.  Info: Der Archivlink wurde automatisch eingesetzt und noch nicht geprüft. Bitte prüfe Original- und Archivlink gemäß Anleitung und entferne dann diesen Hinweis.
8. ↑  Siewisch in der Datenbank des Vereins für Computergenealogie. Abgerufen am 1. April 2017.
9. ↑  Historisches Gemeindeverzeichnis des Landes Brandenburg 1875 bis 2005. (PDF; 331 KB) Landkreis Spree-Neiße. Landesbetrieb für Datenverarbeitung und Statistik Land Brandenburg, Dezember 2006, abgerufen am 1. April 2017.